# Glória Bomfim
Maria da Glória Bomfim dos Santos, ou simplesmente Glória Bomfim (Areal, 3 de novembro de 1957) é uma cantora e ialorixá brasileira. Sua música é ligada à espiritualidade afro-brasileira, com a grande maioria das letras das canções de seus discos fazendo referência aos orixás, entre sambas de capoeira, sambas de roda e cantigas de santo. Gravou em seus discos diversas canções inéditas do compositor Paulo César Pinheiro.

## Biografia

### Infância
Glória Bomfim nasceu em um pequeno povoado interior da Bahia em uma família de nove irmãos, filha de Domingas e Miguel. Quando pequena era muito requisitada para cantar nas festas locais, batizados, casamentos e aniversários.  Desde a infância fez parte do candomblé, sendo ensinada por seus avós e seu tio. Quando tinha 8 anos, seus pais se separaram e sua mãe lhe entregou para um homem que a levou para Salvador supostamente para pagar seus estudos, porém na verdade foi explorada e obrigada a trabalhar.
Quando criança, Glória conhecera na rádio a música A Viagem, de Paulo César Pinheiro e João de Aquino. Vivia cantando a canção por aí, ao ponto que em sua terra natal era conhecida como "a menina da viagem". Tinha enorme desejo de conhecer o compositor Pinheiro, de modo que aos 14 anos foi para o Rio de Janeiro, onde ficou por muitos anos trabalhando como empregada doméstica. Por falta de conhecimento e contatos no meio musical da cidade, não conseguiu encontrar Pinheiro.

### No Rio de Janeiro
Segundo a cantora, a primeira vez que pegou num microfone para cantar em público foi na roda de samba da Velha Guarda da Portela, que frequentava todo sábado. Com a ajuda de um amigo, cantou em dueto a música Um Dia de Domingo, de Gal Costa e Tim Maia, encantando os membros do grupo que a acolheram - segundo ela, sua porta de entrada para o samba.
Eventualmente, por um acaso inacreditável, acabou indo trabalhar como manicure na casa da instrumentista Luciana Rabello, esposa de Paulo César Pinheiro - porém durante cinco anos lá, nunca soube que seu patrão era o compositor que havia sonhado a vida toda em conhecer. Um dia, Luciana a ouviu cantarolando A Viagem e revelou que a música era de seu marido. Glória se afastou, sem saber lidar com a situação, tamanha a força do acaso. Depois de um tempo Luciana a encontrou e aos poucos o casal a convenceu e a ajudou a se lançar como cantora.

### Carreira
Em 2007, lançou o disco Santo e Orixá, com 14 músicas inéditas de Pinheiro em repertório centrado no cancioneiro de vertente afro-brasileira da obra do compositor. Em 2011, o disco foi reeditado sob o nome Anel de Aço e lançado por Maria Bethânia, dando-lhe mais visibilidade. Em dezembro de 2018, com financiamento coletivo, gravou um novo disco chamado Chão de Terreiro, com mais 13 canções de Pinheiro.

## Discografia
- 2007 - Santo e Orixá
- 2011 - Anel de Aço
- 2018 - Chão de Terreiro